# Alim Gadanov
Alim Shalauatovich Gadanov –en ruso, Алим Шалауатович Гаданов– (Nálchik, 20 de octubre de 1983) es un deportista ruso que compitió en judo. Ganó cuatro medallas en el Campeonato Europeo de Judo entre los años 2008 y 2012.

## Palmarés internacional
| Campeonato Europeo | Campeonato Europeo  | Campeonato Europeo | Campeonato Europeo |
| Año                | Lugar               | Medalla            | Categoría          |
| ------------------ | ------------------- | ------------------ | ------------------ |
| 2008               | Lisboa (Portugal)   | Medalla de bronce  | –66 kg             |
| 2009               | Tiflis (Georgia)    | Medalla de bronce  | –66 kg             |
| 2011               | Estambul (Turquía)  | Medalla de bronce  | –66 kg             |
| 2012               | Cheliábinsk (Rusia) | Medalla de oro     | –66 kg             |